# Taeromys arcuatus
Taeromys arcuatus — вид пацюків (Rattini), ендемік о. Сулавесі, Індонезія.

## Морфологічна характеристика
Довжина голови й тулуба 193–240 мм, довжина хвоста 190–245 мм, довжина лапи 41–52 мм і довжина вух 31–36 мм і вага до 310 грамів. Верхні частини темно-коричнево-чорнуваті з сіруватими відблисками, боки і стегна коричнювато-сірі, а черевні частини чорнувато-бурі з кінчиками поодиноких сіро-білих волосків. Іноді на лобі з'являється білувата пляма. Вуха великі. Зовнішня частина ніг покрита білястим волоссям. Хвіст зазвичай коротший за голову і тіло, базальна половина коричнювато-чорна, кінцева половина біла.

## Середовище проживання
Цей вид відомий з типової місцевості Танке Салокко, найвищої точки хребта Меконгга, у південно-східному Сулавесі, між 1500 і 2000 м, а також з національного парку Лоре Лінду, Центральний Сулавесі. Цей вид віддає перевагу змішаним садам, болотним і нижньогірським лісам, і, виходячи з вимог до середовища проживання однорідних, вони навряд чи зустрічаються в деградованих середовищах існування.

## Загрози й охорона
Основною загрозою, ймовірно, є втрата середовища існування, хоча втрата лісів у регіонах, де зустрічається вид, була менш серйозною, ніж в інших місцях. Цей вид зустрічається в національному парку Лоре Лінду, Центральний Сулавесі.